# Palo totemico

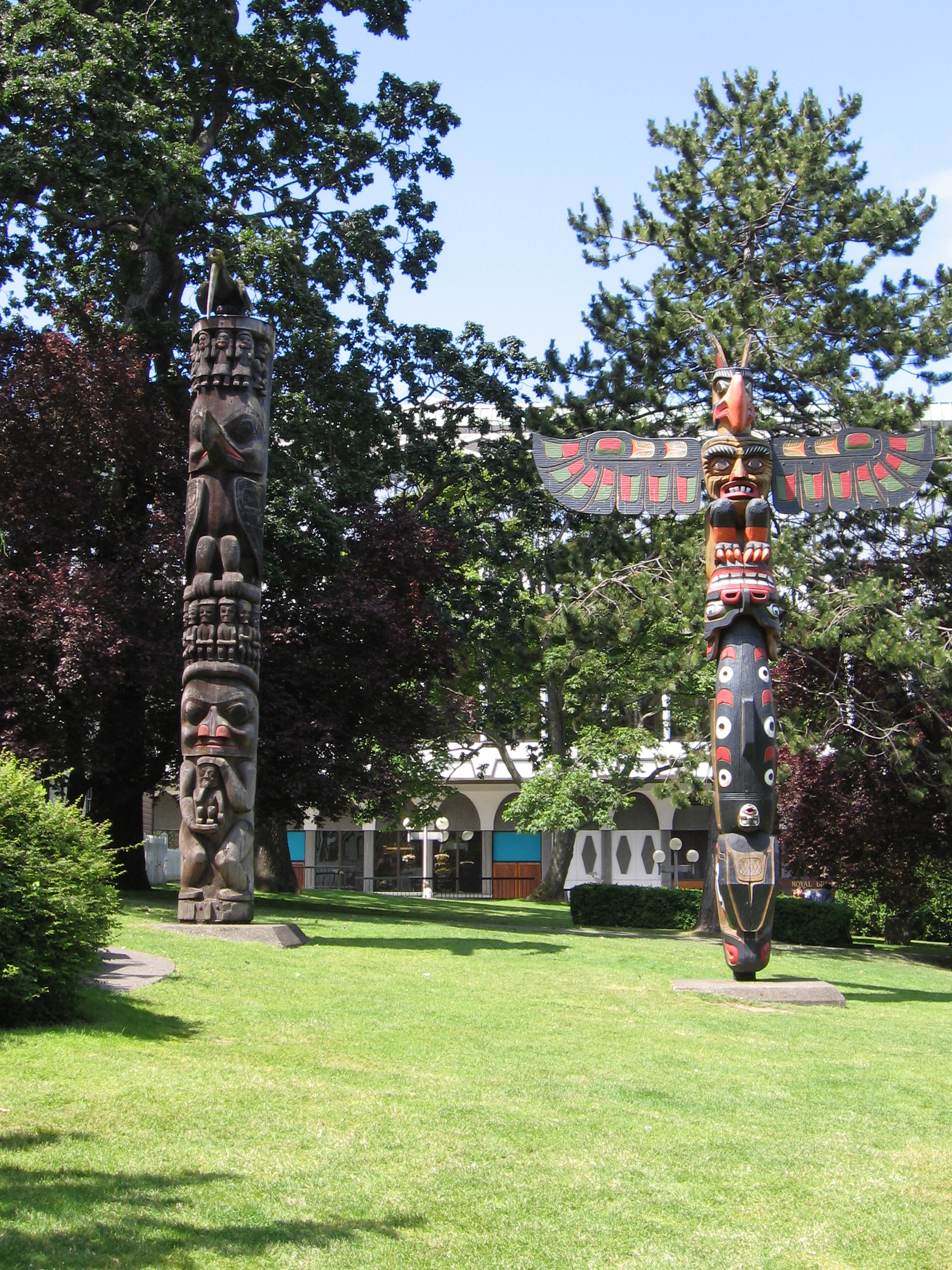
Un palo gitxsan pole (sinistra) e un palo kwakiutl (destra) nel Parco Thunderbird a Victoria (Canada).

I pali totemici sono sculture monumentali, un tipo di arte della Costa americana nord-occidentale, che consistono in pali, paletti o pilastri, scolpiti con simboli o figure. Sono ricavati solitamente da grandi alberi, per la maggior parte cedro rosso occidentale, dai popoli nativi della costa del Nord-ovest Pacifico dell'America settentrionale (stati statunitensi di Washington, Oregon, e provincia occidentale del Canada Columbia Britannica).
La parola totem deriva dalla parola algonchina (molto probabilmente ojibwe) odoodem [oˈtuːtɛm], "(il suo) gruppo parentale". Le sculture possono simboleggiare o commemorare credenze culturali che raccontano leggende familiari, lignaggi dei clan o eventi notevoli. I pali possono servire anche come elementi architettonici funzionali, cartelli di benvenuto per i visitatori dei villaggi, vasi mortuari per i resti di antenati defunti, o come mezzo per ridicolizzare pubblicamente qualcuno. Possono incorporare una narrazione storica significativa per le persone che scolpiscono e installano il palo. Data la complessità e i significati simbolici delle sculture dei pali totemici, la loro collocazione e importanza risiede nella conoscenza e nel collegamento dell'osservatore con i significati delle figure e con la cultura nella quale sono incorporate.

## Storia

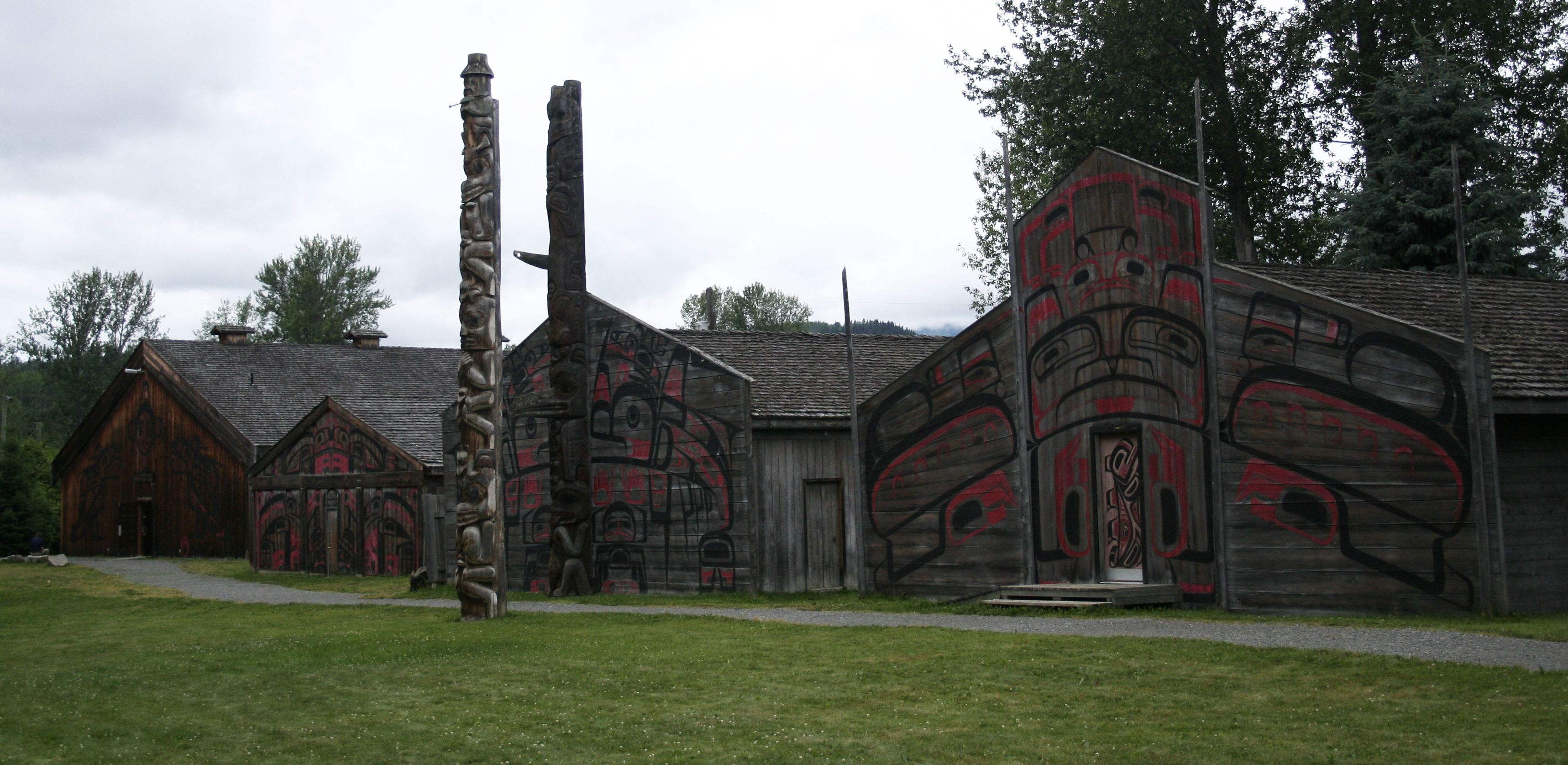
Pali e case totemici a 'Ksan, vicino a Hazelton (Columbia Britannica).

I pali totemici servono come importanti illustrazioni del lignaggio familiare e dell'eredità culturale dei popoli nativi nelle isole e nelle aree costiere del Nord-ovest Pacifico in America settentrionale, specialmente la Columbia Britannica in Canada e le aree costiere di Washington e dell'Alaska sud-orientale negli Stati Uniti. Le famiglie di scultori tradizionali vengono dagli Haida, dai Tlingit, dagli Tsimshian, dai Kwakwaka’wakw (Kwakiutl), dai Nuxalk (Bella Coola) e dai Nuu-chah-nulth (Nootka), tra gli altri. I pali sono scolpiti tipicamente da tronchi, altamente resistenti al marciume, di alberi di Thuja plicata (noto popolarmente come cedro gigante o cedro rosso occidentale), che con il tempo finiscono comunque per marcire nel clima umido e piovoso del Nord-ovest Pacifico costiero. A causa del clima della regione e della natura dei materiali usati per fare i pali, rimangono pochi esempi scolpiti prima del 1900. Esempi notevoli, alcuni risalenti fino al 1880, includono quelli nel Museo reale della Columbia Britannica di Victoria e nel Museo di antropologia dell'UBC di Vancouver.
I pali totemici sono i più grandi, ma non gli unici, oggetti che i nativi del Nord-ovest Pacifico costiero usano per raffigurare riverenza spirituale, leggende familiari, esseri sacri e animali culturalmente importanti, persone o eventi storici. I pali isolati visti dai primi esploratori europei della regione furono probabilmente preceduti da una lunga storia di scultura decorativa. Le caratteristiche stilistiche di questi pali furono prese in prestito da prototipi anteriori, più piccoli, o dai pali interni di sostegno delle case di tronchi.
Sebbene i resoconti del XVIII secolo degli esploratori europei che viaggiavano lungo la costa indichino che i pali decorati per l'interno e l'esterno delle case esistessero anteriormente al 1800, i pali erano più piccoli e in numero minore dei decenni successivi. Prima del XIX secolo, la mancanza di attrezzi efficienti per la scultura, oltre che di sufficiente ricchezza e tempo libero da dedicare all'arte, ritardarono lo sviluppo di pali elaboratamente scolpiti, che sorgevano isolati. Prima che il ferro e l'acciaio arrivassero nell'area, i Nativi usavano attrezzi fatti di pietra, conchiglie o denti di scoiattolo per scolpire. Il processo era lento e laborioso; le asce erano sconosciute. Entro la fine del XVIII secolo, l'uso di strumenti di taglio metallici consentì sculture più complesse e aumentò la produzione di pali totemici. Gli alti pali monumentali che appaiono di fronte alle case nei villaggi costieri probabilmente apparvero solo dopo l'inizio del XIX secolo.
Eddie Malin ha proposto che i pali totemici siano progrediti da pali per le case, contenitori funerari e cippi commemorativi a simboli della ricchezza e del prestigio dei clan e delle famiglie. Egli sostiene che il popolo Haida delle isole di Haida Gwaii abbia dato origine alla scultura dei pali, e che la pratica si sia diffusa verso l'esterno ai Tsimshian e ai Tlingit, e poi giù lungo la costa ai popoli indigeni della Columbia Britannica e dello stato di Washington settentrionale. La teoria di Malin è sostenuta dalla documentazione fotografica della storia culturale della costa del Nord-ovest Pacifico e dai disegni più sofisticati dei pali haida.
I resoconti del Settecento descrivono e illustrano pali scolpiti e case di tronchi lungo la costa del Nord-ovest Pacifico. Entro l'inizio del XIX secolo, l'importazione diffusa di attrezzi in ferro e acciaio dalla Gran Bretagna, dagli Stati Uniti e da altrove portò ad una più facile e rapida produzione di oggetti lignei scolpiti, inclusi i pali.

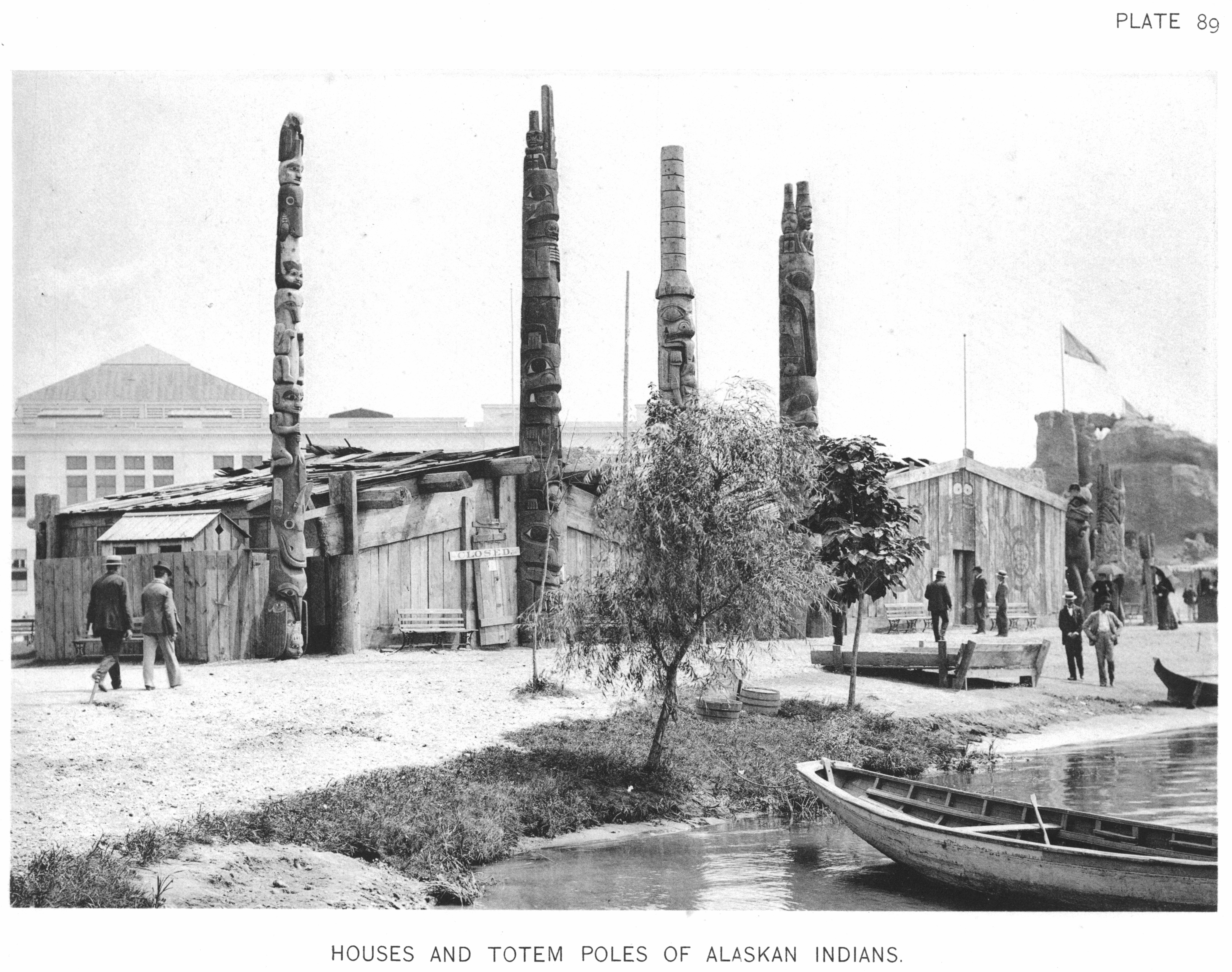
Pali totemici alascani alla Fiera Mondiale Colombiana di Chicago del 1893.

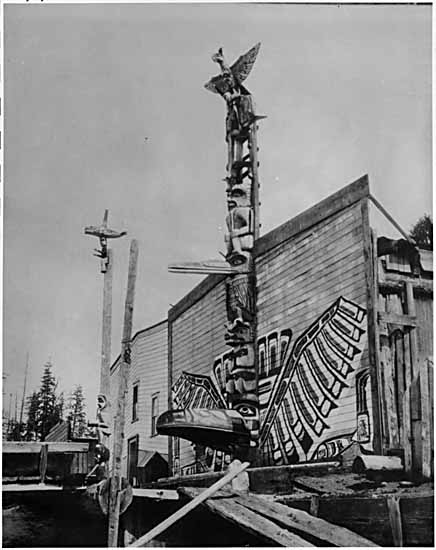
Pali totemici davanti alle case ad Alert Bay, Columbia Britannica negli anni 1900.

Nell'Ottocento, il commercio e l'insediamento americano ed europeo condussero inizialmente alla crescita della scultura dei pali totemici, ma le politiche statunitensi e canadesi di acculturazione e assimilazione causarono un declino nello sviluppo delle culture dei Nativi dell'Alaska e delle Prime Nazioni e del loro artigianato, e ridussero nettamente la produzione di pali totemici entro la fine del secolo. Fra il 1830 e il 1880, il commercio marittimo delle pelli, l'estrazione mineraria e le attività della pesca diedero origine a un'accumulazione di ricchezza tra i popoli costieri. Gran parte di essa era spesa e distribuita in sontuose celebrazioni del potlatch, frequentemente associate alla costruzione e all'erezione di pali totemici. I pali monumentali erano commissionati dai capi delle famiglie ricche per rappresentare il loro status sociale e l'importanza delle loro famiglie e dei loro clan. Negli anni 1880 e 1890, turisti, collezionisti, scienziati e naturalisti interessati alla cultura nativa raccolsero e fotografarono pali totemici e altri manufatti, molti dei quali furono messi in mostra in esposizioni come l'Esposizione centennale del 1876 a Filadelfia e la Fiera Colombiana Mondiale del 1893 a Chicago.
Nel XIX e XX secolo, prima dell'approvazione dell'American Indian Religious Freedom Act ("Legge sulla libertà religiosa degli Indiani americani") nel 1978, la pratica della religione nativa era messa fuori legge, e anche le pratiche culturali indigene tradizionali erano fortemente scoraggiate dai missionari cristiani. Queste includevano anche la scultura dei pali totemici: i missionari esortavano i convertiti a cessare la produzione e a distruggere i pali esistenti. Per queste ragioni, quasi tutta la fabbricazione dei pali totemici era cessata entro il 1901. La scultura dei pali monumentali e mortuari continuò in alcuni villaggi nativi più remoti fino al 1905; tuttavia, quando i siti nativi venivano abbandonati, i pali e le case di tronchi erano lasciate al marciume e al vandalismo.
A cominciare dalla fine degli anni 1930, una combinazione di rinascite culturali, linguistiche e artistiche, insieme all'interesse accademico e alla fascinazione e al sostegno persistenti di un pubblico colto e ricettivo, portò a un rinnovamento e a un'estensione di questa tradizione artistica. Nel 1938 Il Servizio forestale degli Stati Uniti cominciò un programma per ricostruire e preservare i pali antichi, recuperandone circa 200, grosso modo un terzo di quelli che si sapeva che erano eretti alla fine del XIX secolo. Con il rinnovato interesee per le arti e le tradizioni native degli anni 1960 e 1970, pali totemici recentemente scolpiti furono eretti su e giù lungo la costa, mentre la relativa produzione artistica fu introdotta in molti mezzi di comunicazione nuovi e tradizionali, che andavano da gingilli per turisti a opere magistrali in legno, pietra, vetro soffiato e inciso all'acquaforte, e molti altri.

## Significato e scopo

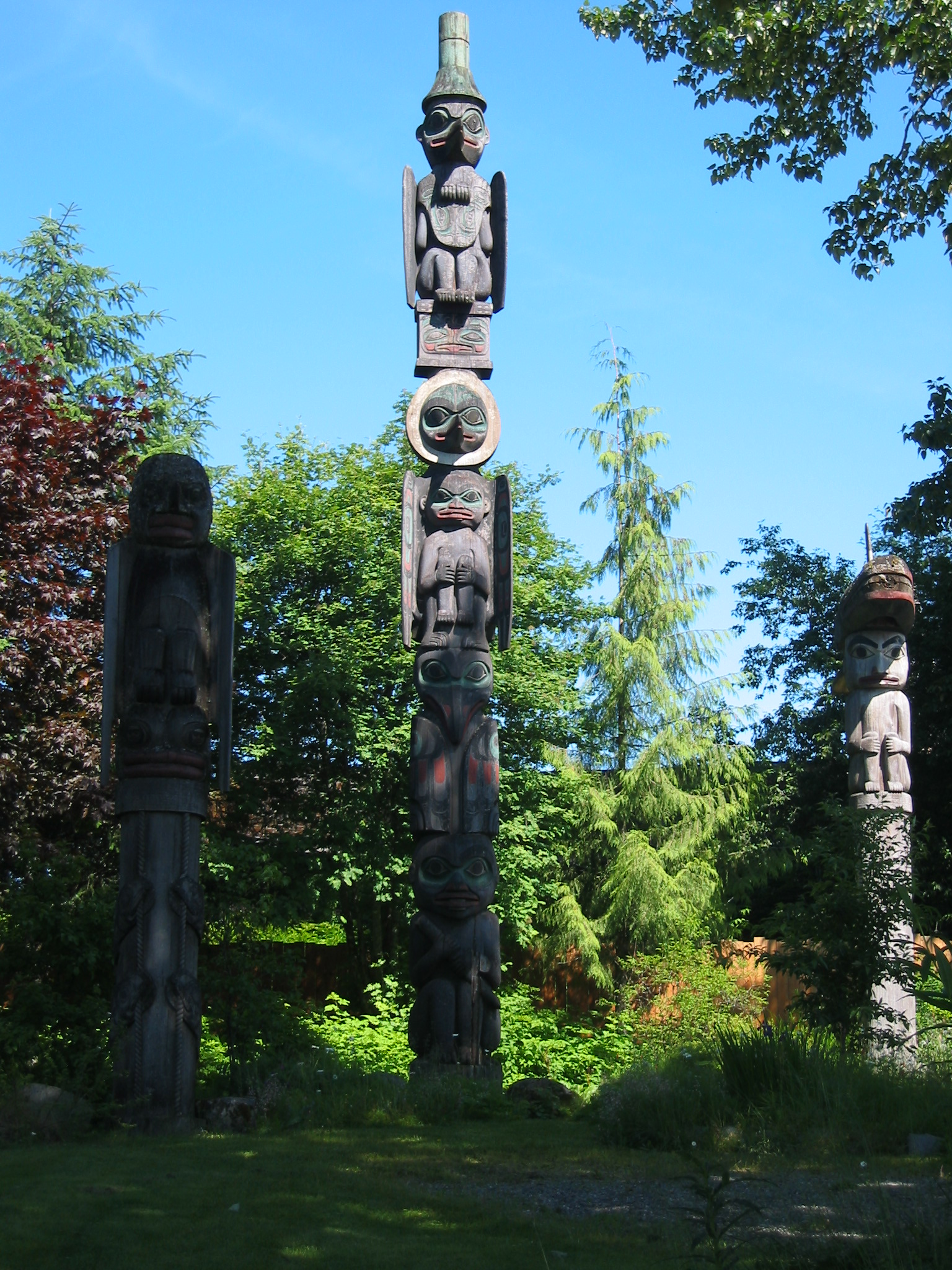
Da sinistra a destra, il palo del Pescatore con una gamba sola, il palo del Corvo e il palo dellOrca assassina a Wrangell (Alaska).

I pali totemici possono simboleggiare i personaggi e gli eventi della mitologia, o trasmettere le esperienze di antenati recenti e di persone viventi. Alcuni di questi personaggi possono apparire come rappresentazioni stilistiche di oggetti della natura, mentre altri sono scolpiti più realisticamente. Le sculture dei pali possono includere animali, pesci, piante, insetti ed esseri umani, o possono rappresentare esseri soprannaturali come l'Uccello del tuono. Alcuni simboleggiano esseri che possono trasformarsi in un'altra forma, apparendo come combinazioni di animali o forme parte animali/parte umane. L'uso costante di uno specifico personaggio nel corso del tempo, con alcune lievi variazioni nello stile scultoreo, aiutò a sviluppare somiglianze tra questi simboli condivisi che consentirono alle persone di distinguerli l'uno dall'altro. Ad esempio, il corvo è simboleggiato da un lungo becco diritto, mentre il becco dell'aquila è curvo e un castoro è raffigurato con due grandi denti anteriori, un pezzo di legno tenuto tra le zampe anteriori e una coda a forma di spatola.

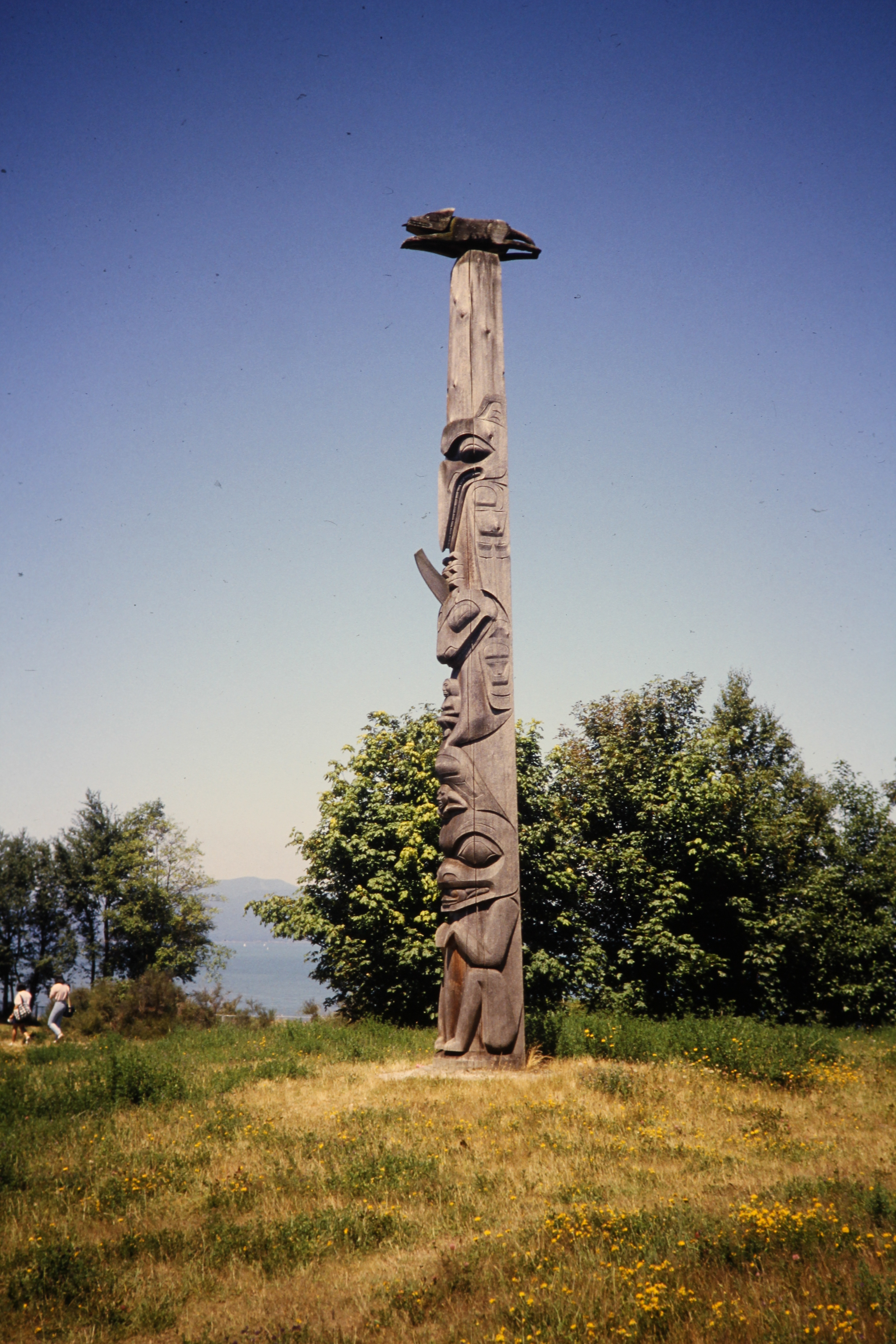
Palo totemico a Vancouver, Columbia Britannica.

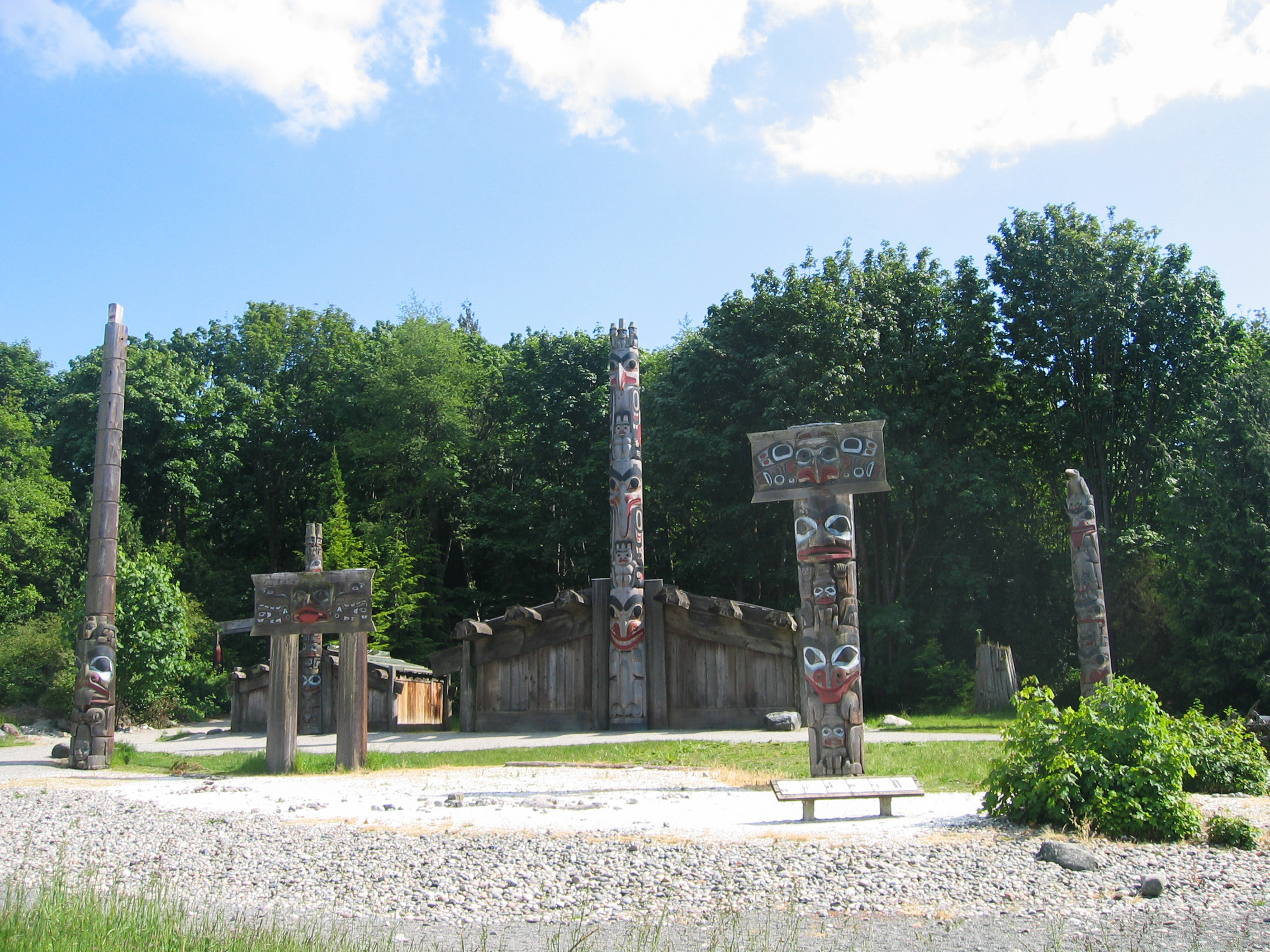
Pali totemici nel Museo di antropologia dell'Università della Columbia Britannica.

I significati dei disegni sui pali totemici sono variegati come le culture che li creano. Alcuni pali celebrano credenze culturali che raccontano leggende familiari, lignaggi dei clan o eventi notevoli, mentre altri sono per la maggior parte artistici. Gli animali e gli altri personaggi scolpiti sul palo sono usati tipicamente come simboli per rappresentare i personaggi o gli eventi in una storia; tuttavia, alcuni possono fare riferimento alla porzione del proprietario del palo, o semplicemente riempire lo spazio vuoto sul palo. Le figure scolpite si connettono, l'una sull'altra, per creare il disegno complessivo, che può salire ad un'altezza di diciotto metri od oltre. Sculture più piccole possono essere posizionate in spazi vuoti, o possono essere infilate dentro le orecchie o pendere dalle bocche delle figure più grandi del palo.
Alcune delle figure sui pali costituiscono promemoria silenziosi di litigi, omicidi, debiti e altri avvenimenti sgradevoli sui quali i Nativi americani preferiscono rimanere in silenzio... I racconti più ampiamente conosciuti, come quelli delle imprese di Corvo e di Kats che sposò la donna orso, sono familiari quasi a ogni nativo dell'area. Le sculture che simboleggiano questi racconti sono sufficientemente convenzionalizzate da essere prontamente riconoscibili anche da persone il cui lignaggio non le racconta come propria storia leggendaria.

Coloro che appartengono a culture che non scolpiscono pali totemici spesso presumono che la rappresentazione lineare delle figure ponga l'importanza maggiore sulla figura più alta, un'idea che divenne pervasiva nella cultura dominante dopo che essa entrò nella parlata comune verso gli anni 1930 con l'espressione "uomo basso sul palo totemico" (low man on the totem pole) (e come il titolo di un vendutissimo libro umoristico del 1941 di H. Allen Smith). Tuttavia, le fonti native o rifiutano del tutto la componente lineare, o rovesciano la gerarchia, con le rappresentazioni più importanti in fondo, che sostengono il peso di tutte le altre figure, o al livello degli occhi di chi guarda per accrescerne il significato. Molti pali non hanno affatto una disposizione verticale, consistendo di una figura solitaria in cima a una colonna priva di decorazioni.

## Tipi
Ci sono sei tipi basilari di pali totemici: pali frontali per le case, pali per le case da interno, pali mortuari, pali commemorativi, pali di benvenuto e pali del ludibrio o della vergogna.

### Palo frontale per le case
Questo tipo di palo, alto solitamente da 6 a 12 metri, è il più decorativo. Le sue sculture raccontano la storia della famiglia, del clan o del villaggio che lo possiede. Questi pali sono noti anche come pali araldici, pali stemmatici o pali di famiglia. Pali di questo tipo sono posti fuori dalla casa del clan dei più importanti capi villaggio. Spesso, figure di guardiani sono scolpite in cima al polo per proteggere la famiglia e il villaggio del proprietario del palo. Un altro tipo di palo frontale per le case è il palo dell'entrata o della soglia, che è attaccato alla facciata centrale della casa e include un'apertura di forma ovale attraverso la base che serve da entrata alla casa del clan.

### Palo per le case
Questi pali da interno, tipicamente con un'altezza tra 2 e 3 metri, sono solitamente più corti dei pali da esterno. I pali da interni sostengono la trave del tetto di una casa di un clan e includono un grande intaglio in cima, dove può poggiare la trave. Una casa di clan può avere da due a quattro o più pali per le case, secondo il gruppo nativo che l'ha costruita. Le sculture su questi pali, come quelle dei pali frontali per le case, si usano spesso come dispositivo narrativo per i bambini e aiutare a raccontare la storia della famiglia dei proprietari.

### Palo mortuario
Il tipo più raro di palo totemico è una struttura mortuaria che incorpora cassette tombali con pali di sostegno scolpiti o include un fondo incassato per contenere la cassetta tombale. È tra i pali più alti, raggiungendo dai 15 ai 21 metri di altezza, e imponenti. Gli Haida e i Tlingit ereggono pali mortuari alla morte di individui importanti della comunità. Questi pali possono avere un'unica figura scolpita in cima, che può raffigurare lo stemma del clan, ma le sculture di solito coprono la loro intera lunghezza. Le ceneri o il corpo della persona defunta sono posti nella porzione superiore del palo.

### Palo commemorativo

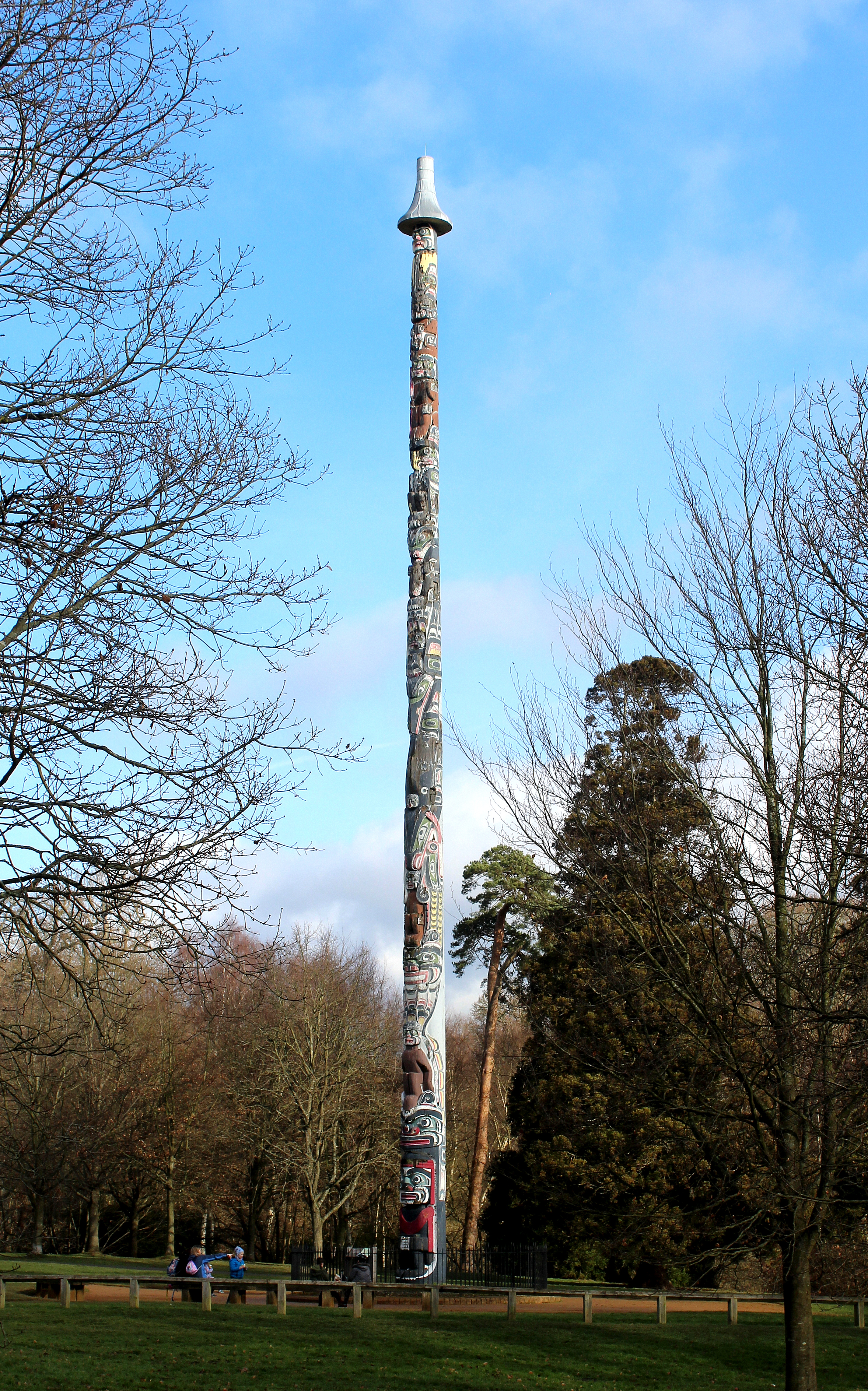
Palo a Virginia Water, in Inghilterra, per commemorare il centenario della Columbia Britannica che diventò una colonia britannica.

Questo tipo di palo, che di solito sorge davanti alla casa di un clan, è eretto circa un anno dopo che una persona è morta. Il palo commemorativo del capo clan può essere innalzato al centro del villaggio. Lo scopo del palo è di onorare la persona defunte e identificare il parente che prenderà il posto come suo successore all'interno del clan e della comunità. Tradizionalmente, il palo commemorativo ha una sola figura scolpita in cima, ma una figura addizionale può anche essere aggiunta in fondo al palo. I pali commemorativi possono anche commemorare un evento. Ad esempio, parecchi pali totemici commemorativi furono eretti dai Tlingit in onore di Abramo Lincoln, uno dei quali fu ricollocato a Saxman (Alaska), nel 1938. Il palo di Lincoln a Saxman commemora la fine delle ostilità tra due clan tinglit e simboleggia la speranza di pace e prosperità in seguito all'occupazione americana del territorio alascano. La storia comincia nel 1868, quando il governo statunitense costruì un edificio doganale e un forte sull'Isola di Tongass e lasciò l'incrociatore Lincoln a pattugliare l'area. Dopo che i soldati americani del forte e a bordo del Lincoln avevano fornito protezione al gruppo dei Tongass contro i suoi rivali, i Kagwantan, il gruppo dei Tongass commissionò il palo di Lincoln per commemorare l'evento.

### Palo di benvenuto
Scolpiti dai Kwakwaka'wakw (Kwakiutl) e dai Nuu-chah-nulth (Nootka), questi pali includono grandi sculture di figure umane, alcune alte fino a 12 metri. I pali sono posti al bordo di un torrente o di una spiaggia di acqua salata per dare il benvenuto agli ospiti della comunità, o probabilmente per intimidire gli estranei.

### Palo della vergogna/del ludibrio
I pali usati per il pubblico ludibrio sono solitamente chiamati pali della vergogna, ed erano creati per imbarazzare individui o gruppi per i loro debiti non pagati o quando facevano qualche cosa di scorretto. I pali sono spesso posti in località importanti e rimossi dopo che il debito è pagato o che il torto è corretto. Le sculture sui pali della vergogna rappresentano la persona che viene svergognata.
Un famoso palo della vergogna è il Palo di Seward nel Parco dei totem di Saxman a Saxman (Alaska). Fu creato per svergognare l'ex segretario di stato statunitense William H. Seward per non aver ricambiato la cortesia e la generosità dei suoi ospiti tlingit dopo un potlatch dato in suo onore. L'intento di questo palo è indicato dal naso e dalle orecchie dipinti di rosso della figura, a simboleggiare la tirchieria di Seward.
Un altro esempio di palo della vergogna è il Palo delle Tre Rane sull'Isola di Chief Shakes, a Wrangell (Alaska). Questo palo fu eretto dal Capo Shakes per svergognare il clan kiks.ádi affinché ripagasse un debito sostenuto per il mantenimento di tre donne kiks.ádi che stavano presumibilmente coabitando con tre schiavi nella casa di Shakes. Quando i capi kiks.ádi rifiutarono di pagare il mantenimento per le donne, Shakes commissionò un palo con le sculture di tre rane, che rappresentavano lo stemma del clan kiks.ádi. Non si sa se il debito fu mai ripagato. Il palo sorge accanto alla Casa tribale del Capo Shakes a Wrangell. La peculiare forma di traversa del palo è divenuta associata popolarmente alla città di Wrangell, e continua ad essere usata come parte della testata del giornale Wrangell Sentinel.
Nel 1942, il Servizio forestale degli Stati Uniti commissionò un palo per commemorare Alexander Baranov, il governatore russo e direttore della Compagnia russo-americana, come progetto di lavori civili. L'intento originale del palo era di commemorare un trattato di pace tra i Russi e i Tlingit che il governatore aveva aiutato a negoziare nel 1805. George Benson, uno scultore e artigiano sitka, creò il disegno originale. La versione completa sorgeva originariamente in Totem Square nel centro di Sitka (Alaska). Quando Benson e altri scultori sitka non furono disponibili Sitka per fare il lavoro, il Servizio forestale degli Stati Uniti fede scolpire il palo a Wrangell (Alaska) dagli operai del CCC. Poiché i gruppi nativi di Sitka e Wrangell erano rivali, si è sostenuto che gli scultori di Wrangell possano aver alterato il disegno originale di Benson. Per ragioni ignote, gli scultori di Wrangell raffigurarono la figura di Baranov senza vestiti. In seguito a una cerimonia di rimozione promossa dalla Tribù sitka dell'Alaska, il palo fu abbassato a causa di preoccupazioni per la sicurezza il 20 ottobre 2010, usando fondi del Dipartimento della Sanità e dei Servizi sociali dell'Alaska. Il Sitka Sentinel riferì che mentre era eretto, "si diceva che fosse il [palo] totem più fotografato dell'Alaska". Il palo fu ricollocato in Totem Square nel 2011.
Il 24 marzo 2007, un palo della cergogna fu eretto a Cordova (Alaska), ed include la faccia invertita e distorta dell'AD di Exxon Lee Raymond. Il palo rappresenta il debito non pagato di milioni di dollari in risarcimento danni di importo superiore che un tribunale federale di Anchorage, determinò che la Exxon deve per il suo ruolo nel causare il disastro della Exxon Valdez nello stretto di Prince William.

## Pali totemici fuori dal contesto originario

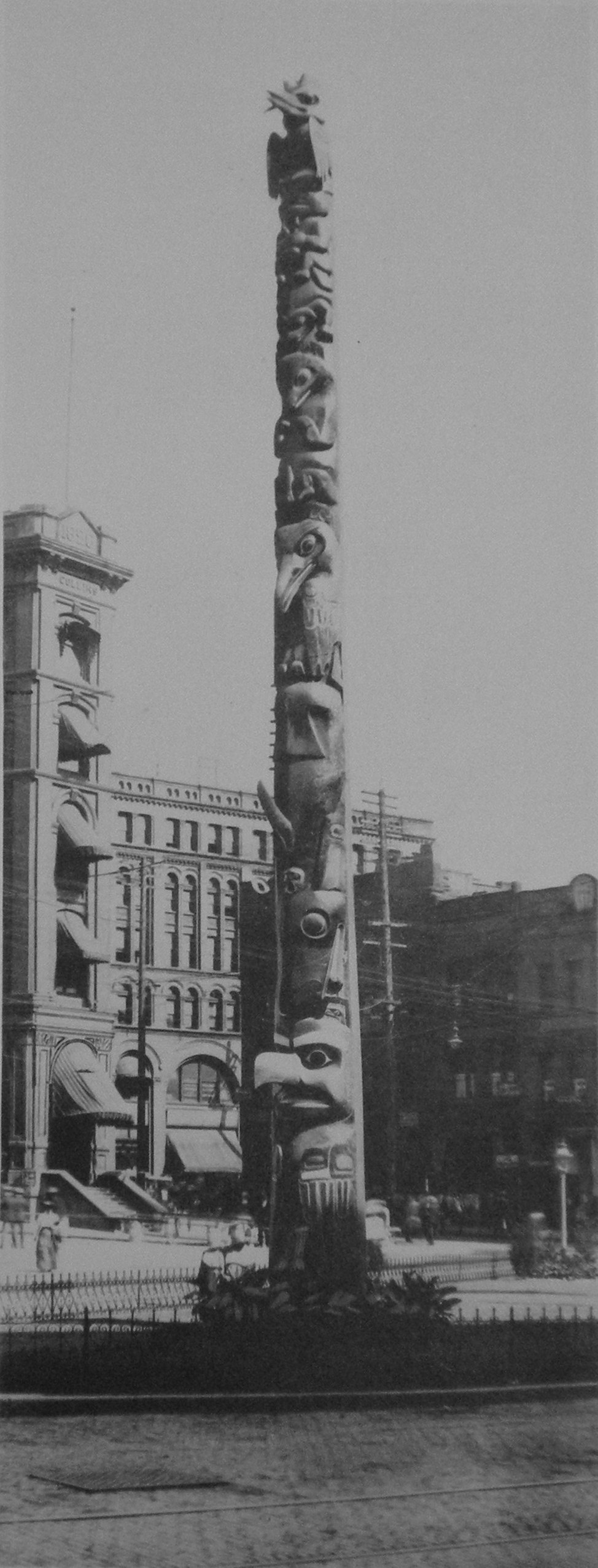
Palo totemico tlingit portato dall'Alaska a Pioneer Square a Seattle.

Alcuni pali dal Nord-ovest Pacifico sono stati spostati in altre località per esporli fuori dal loro contesto originario.
Nel 1903 il governatore del distretto dell'Alaska, John Green Brady, raccolse quindici pali totemici tlingit e haida per esposizioni pubbliche dai villaggi dell'Alaska sud-orientale. Alla Louisiana Purchase Exposition (la fiera mondiale tenutasi a Saint Louis (Missouri), nel 1904), quattordici di essi furono inizialmente installati fuori del padiglione dell'Alaska nella fiera; l'altro, che si era rotto nel trasporto, fu riparato e installato nel Villaggio Eschimese della fiera. Tredici di questi pali furono riportati in Alaska, dove furono infine installati nel Parco storico nazionale di Sitka. Gli altri due pali furono venduti; un palo dal padiglione dell'Alaska andò al Museo pubblico di Milwaukee e il palo del Villaggio eschimese fu venduto e poi dato all'industriale David M. Parry, che lo installò sulla sua residenza in quello che divenne noto come il quartiere di Golden Hill di Indianapolis, Indiana. Sebbene i resti del palo originale a Golden Hill non esistano più, una riproduzione fu innalzata il 13 aprile 1996, sul prato anteriore del Museo Eiteljorg degli Indiani americani e dell'arte western a Indianapolis. Approssimativamente due anni dopo, la riproduzione fu spostata dentro il museo e, nel 2005, fu installato in un nuovo atrio dopo il completamento di un progetto di espansione del museo.

### Indian New Deal
L'Indian New Deal (letteralmente: "Nuovo patto indiano") degli anni 1930 promosse notevolmente le tradizioni artistiche e artigianali dei Nativi, i quali nel palo totemico scoprirono un'arte che era ampiamente apprezzata dalla società bianca. In Alaska la Divisione indiana del Civilian Conservation Corps restaurò i vecchi pali totemici, copiò quelli che non potevano essere riparati e ne scolpì di nuovi. La Commissione per le arti e i mestieri indiani (Indian Arts and Crafts Board), un'agenzia del governo federale statunitense, facilitò la loro vendita al grande pubblico. Il progetto fu redditizio, ma gli antropologi si lamentarono che spogliava i Nativi della loro cultura tradizionale ed eliminava il significato dei pali totemici.
Un altro esempio si presentò nel 1938, quando il Servizio forestale degli Stati Uniti cominciò un programma di restauro deompali totemici in Alaska. I pali furono rimossi dai loro luoghi originari dove fungevano da pali funerari e stemmatici per essere copiati o riparati e poi posti in parchi basati sui disegni di giardini inglesi e francesi per demistificare il loro significato per i turisti.
In Inghilterra, a fianco del Virginia Water Lake, nel sud del Windsor Great Park, c'è un palo totemico canadese alto 30 metri che fu donato alla regina Elisabetta II per commemorare il centenario della Columbia Britannica. A Seattle, un palo totemico funerario tlingit fu innalzato a Pioneer Square nel 1899, dopo essere stato preso da un villaggio alascano. Anche i pali totemici presenti nelle collezioni del Parco Stanley di Vancouver, del Parco Thunderbird di Victoria e del Museo di antropologia dell'Università della Columbia Britannica furono rimossi dalle loro località originarie sparse per la Columbia Britannica.

## Costruzione e manutenzione
Dopo che l'albero da usare per il palo totemico è stato selezionato, esso è tagliato e spostato nel sito della scultura, dove vengono rimossi la corteccia e lo strato di legno esterno (alburno). Quindi si sceglie il lato dell'albero da scolpire e si rimuove la metà posteriore dell'albero. Il centro del tronco viene svuotato per renderlo più leggero e impedirgli di spaccarsi. I primi attrezzi usati per scolpire i pali totemici erano fatti di pietra, conchiglia od osso, ma a cominciare dalla fine degli anni 1700, l'uso di strumenti di ferro rese il lavoro di scultura più veloce e più facile. Nei primi tempi, il disegno basilare per le figure potrebbe essere stato dipinto sul legno per guidare gli scultori, ma gli scultori di oggi usano modelli di carta come contorni per i loro disegni. Gli scultori usano seghe elettriche per realizzare le forme e i tagli grossolani, mentre le asce e gli scalpelli si usano per tagliare a pezzi il legno. Gli scultori usano poi il coltello e altri attrezzi per aggiungere i dettagli più fini. Quando la scultura è completa, si aggiunge la vernice per esaltare dettagli specifici delle figure.
Innalzare un palo totemico si fa raramente usando metodi moderni, anche per i pali installati in ambienti moderni. La maggior parte degli artisti usano un metodo tradizionale seguito da una cerimonia di innalzamento del palo. Il metodo tradizionale richiede che venga scavata una profonda trincea. Un'estremità del palo è posta in fondo alla trincea; l'altra estremità è sostenuta con un angolo rivolto verso l'alto da un'impalcatura di legno. Centinaia di uomini forti trascinano il palo dritto nella sua fondazione, mentre altri lo tengono fermo con corde laterali e lo sostengono con travi trasversali. Una volta che il palo è dritto, la trincea viene riempita di rocce e terra. Dopo che l'innalzamento è stato completato, lo scultore, i suoi assistenti e altri invitati ad assistere all'evento eseguono una danza celebrativa accanto al palo. All'innalzamento del palo segue tipicamente la celebrazione di un potlatch della comunità per commemorare l'evento.

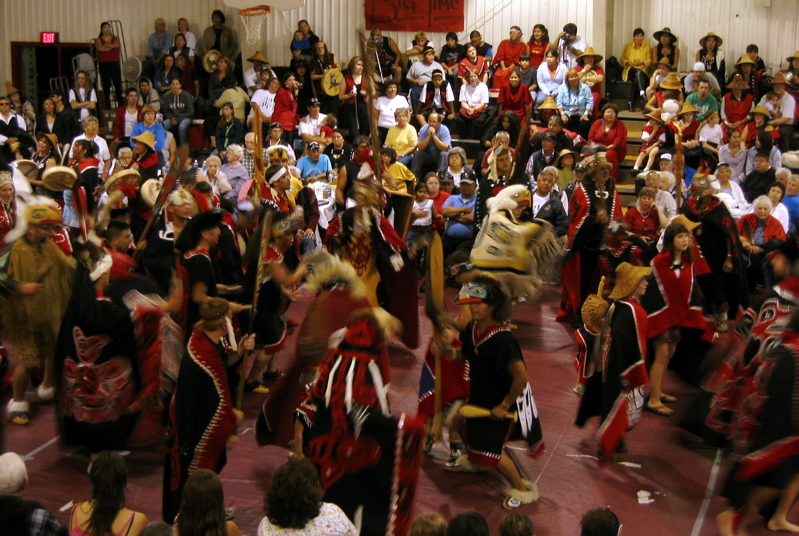
Danza presso una celebrazione per l'innalzamento di un palo a Klawock (Alaska).

Normalmente i pali totemici non sono mantenuti bene dopo la loro installazione e la celebrazione del potlatch. I pali di solito durano da 60 a 80 anni; solo pochi hanno resistito più di 75 anni, e ancora meno hanno raggiunto 100 anni di età. Una volta che il legno è così marcito che il palo comincia a inclinarsi e a rappresentare una minaccia per i passanti, viene o distrutto o fatto cadere e rimosso. I pali più vecchi cadono tipicamente durante le tempeste invernali che battono la costa. I proprietari di un palo crollato possono commissionarne uno nuovo per sostituirlo.

## Patrimonio culturale
Ciascuna cultura ha tipicamente regole e usanze complesse riguardo ai disegni tradizionali rappresentati sui pali. I disegni sono considerati generalmente il patrimonio di un particolare clan o gruppo familiare di scultori tradizionali, e questa proprietà dei disegni non può essere trasferita alla persona che ha commissionato le sculture. Ci sono state proteste quando vuoi quelli che non sono stati addestrati nei metodi di scultura, nei significati culturali e nel protocollo tradizionali, hanno fatto "finti pali totemici" per quelli che potevano essere considerati grsossolani scopi commerciali e di esibizione pubblica. L'appropriazione indebita della cultura costiera del Nord-ovest Pacifico da parte del mercato dell'arte e dei gingilli per turisti ha avuto come risultato la produzione di imitazioni a buon mercato di pali totemici eseguiti con poca o nessuna conoscenza delle loro complesse convenzioni stilistiche o del loro significato culturale. Tra le altre, vi sono imitazioni fatte per uso commerciale e perfino comico in luoghi che servono alcol, e in altri ambienti che sono insensibili o apertamente offensivi verso la natura sacra di alcune delle sculture.
All'inizio degli anni 1990, la Prima Nazione haisla del Nord-ovest Pacifico cominciò una lunga lotta per rimpatriare un totem sacro dal Museo etnografico della Svezia. Il successo dei loro sforzi furono documentati nel documentario di Gil Cardinal della Commissione cinematografica nazionale del Canada, Totem: The Return of the G'psgolox Pole.
Nell'ottobre 2015 un palo totemico Tlingit fu restituito dalle Hawaii all'Alaska.

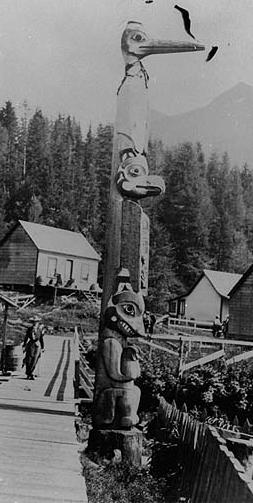
Palo totemico tlingit a Ketchikan (Alaska), 1901 circa
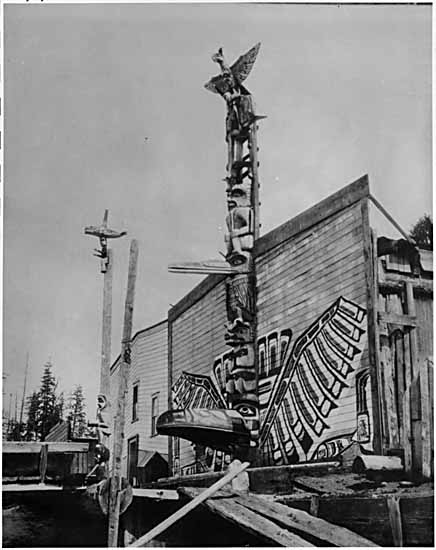
Pali totemici di fronte a case ad Alert Bay (Columbia Britannica) negli anni 1900
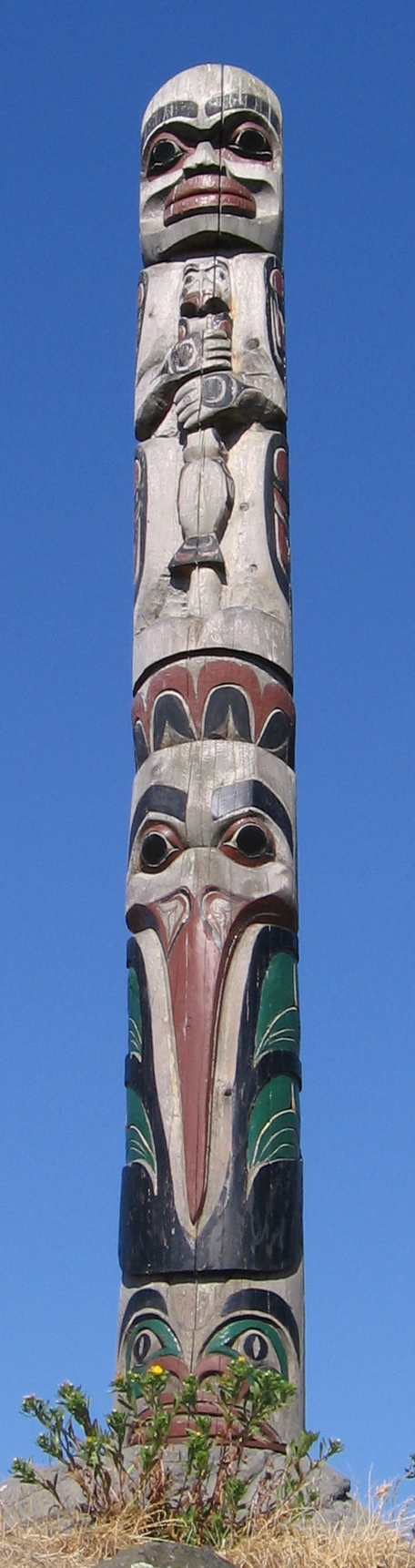
Un palo totemico a Totem Park, Victoria (Columbia Britannica)
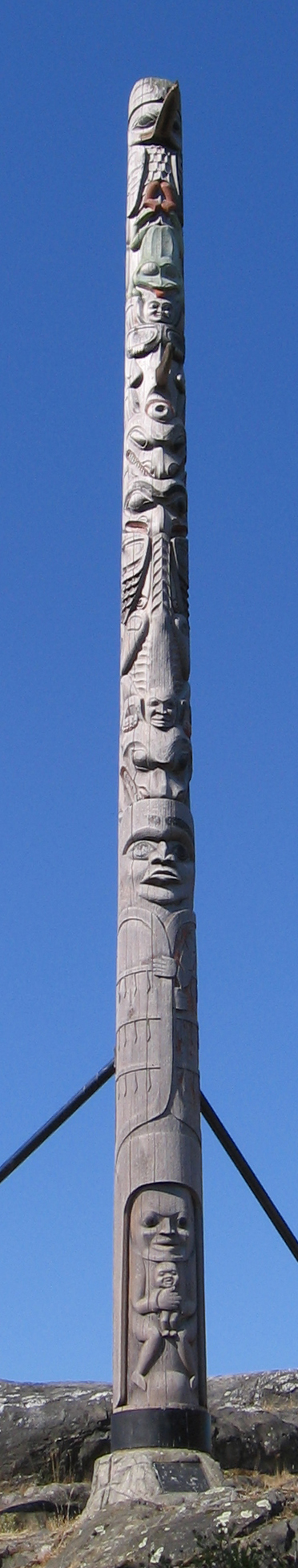
Da Totem Park, Victoria (Columbia Britannica)
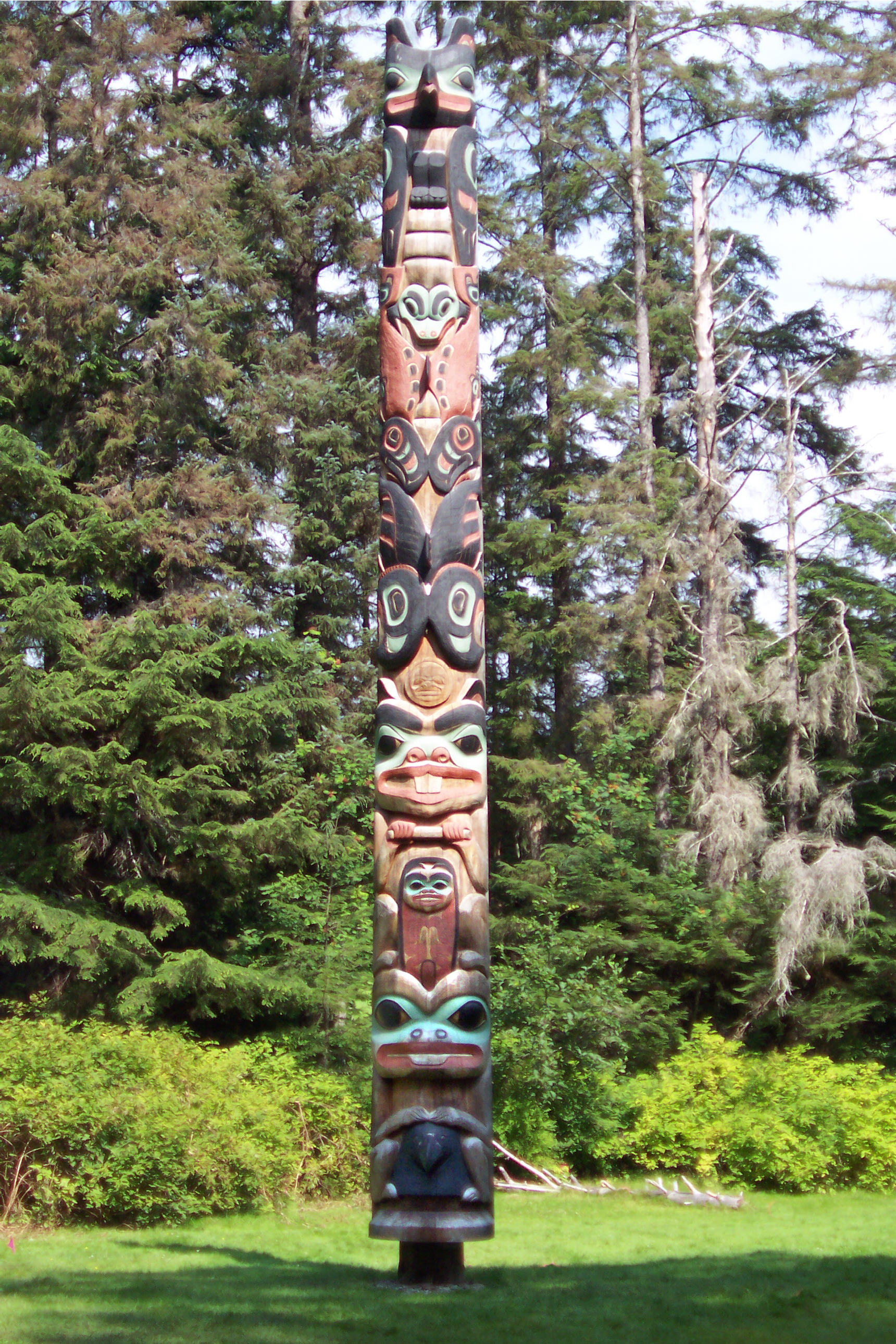
Il palo totemico K'alyaan del Clan tinglit kiks.ádi, eretto nel Parco storico nazionale di Sitka per commemorare le vite perse nella battaglia di Sitka del 1804
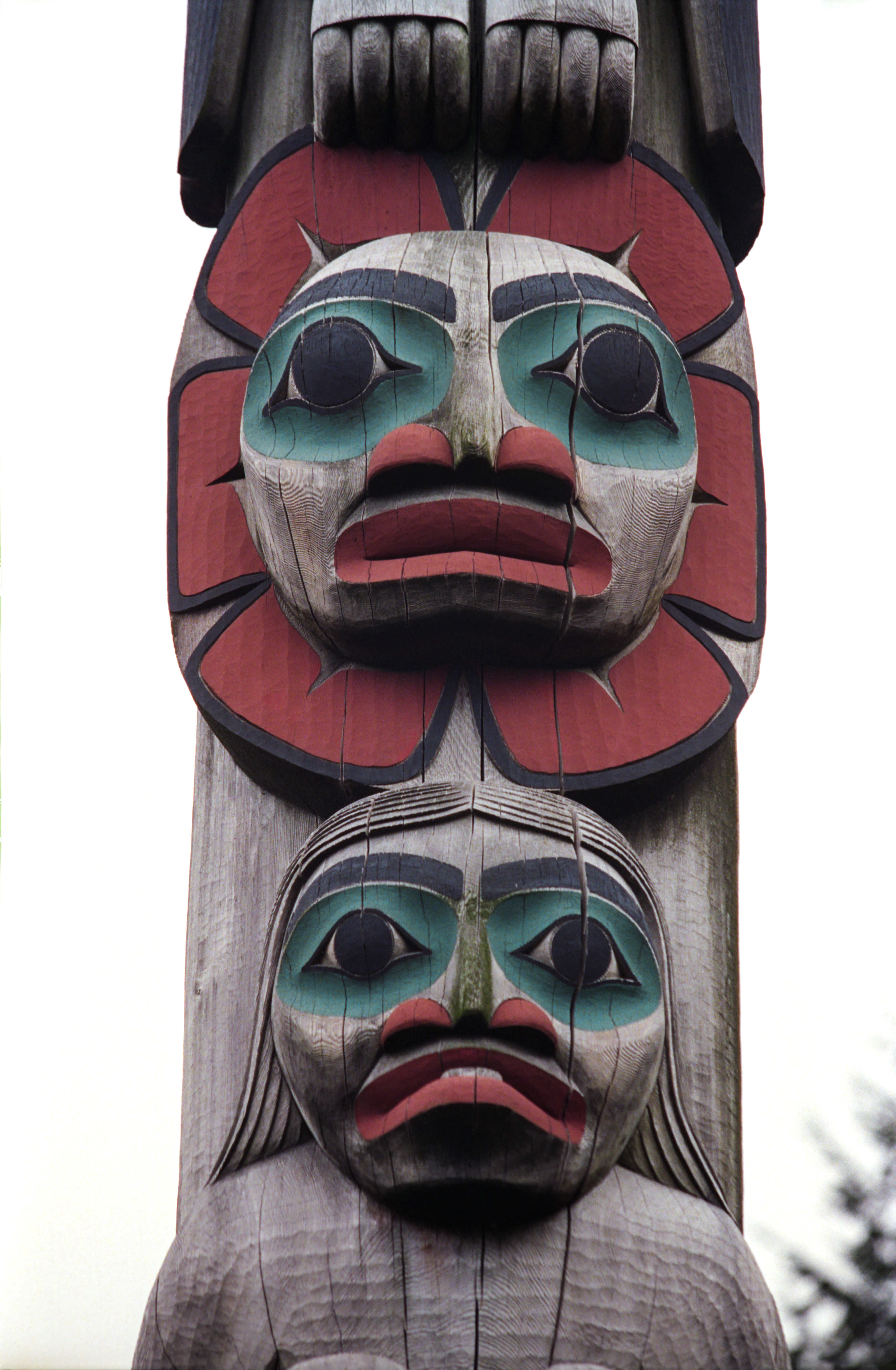
Dal Parco dei totem di Saxman, Ketchikan (Alaska)
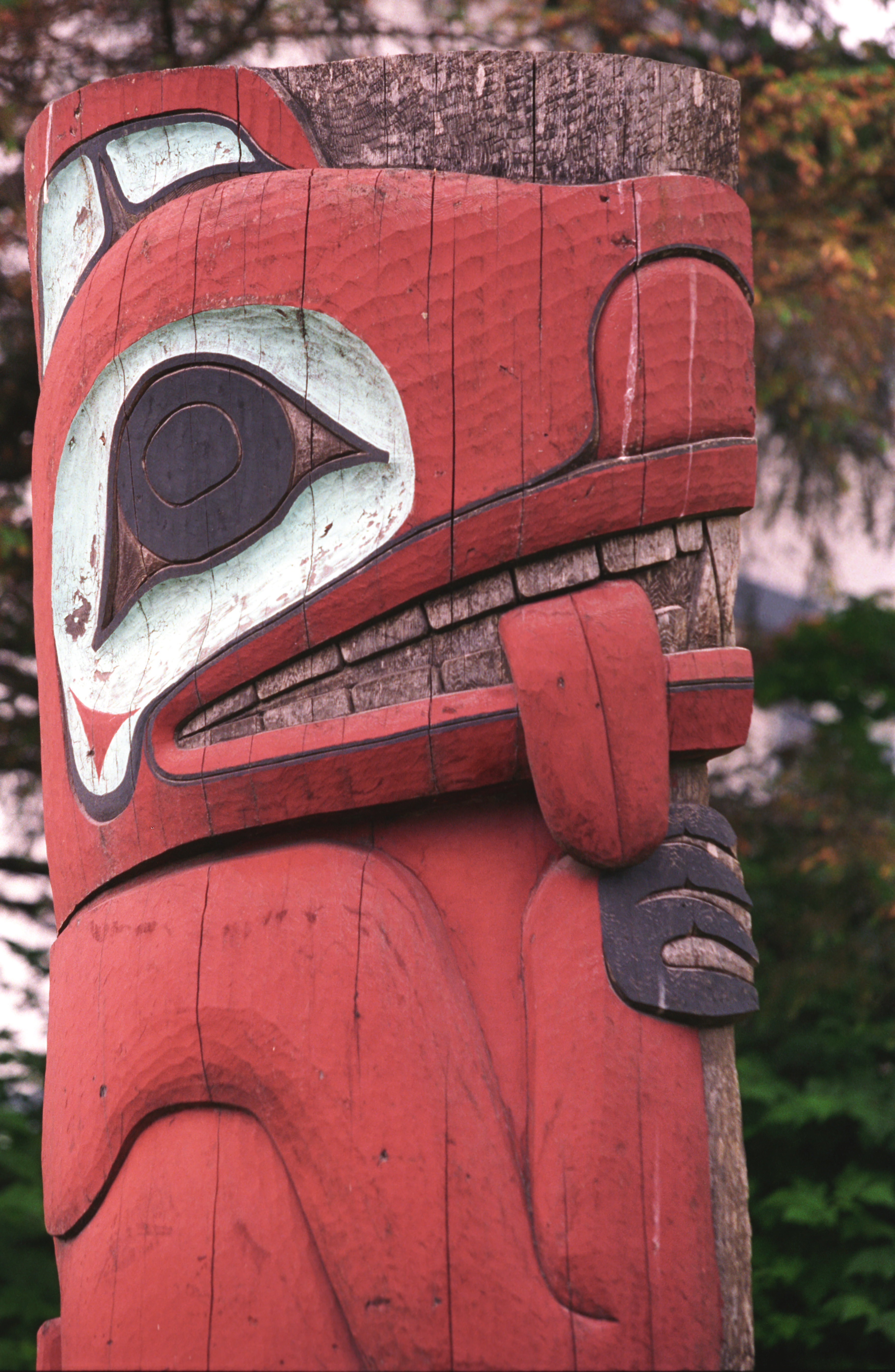
Dal Parco dei totem di Saxman, Ketchikan (Alaska)
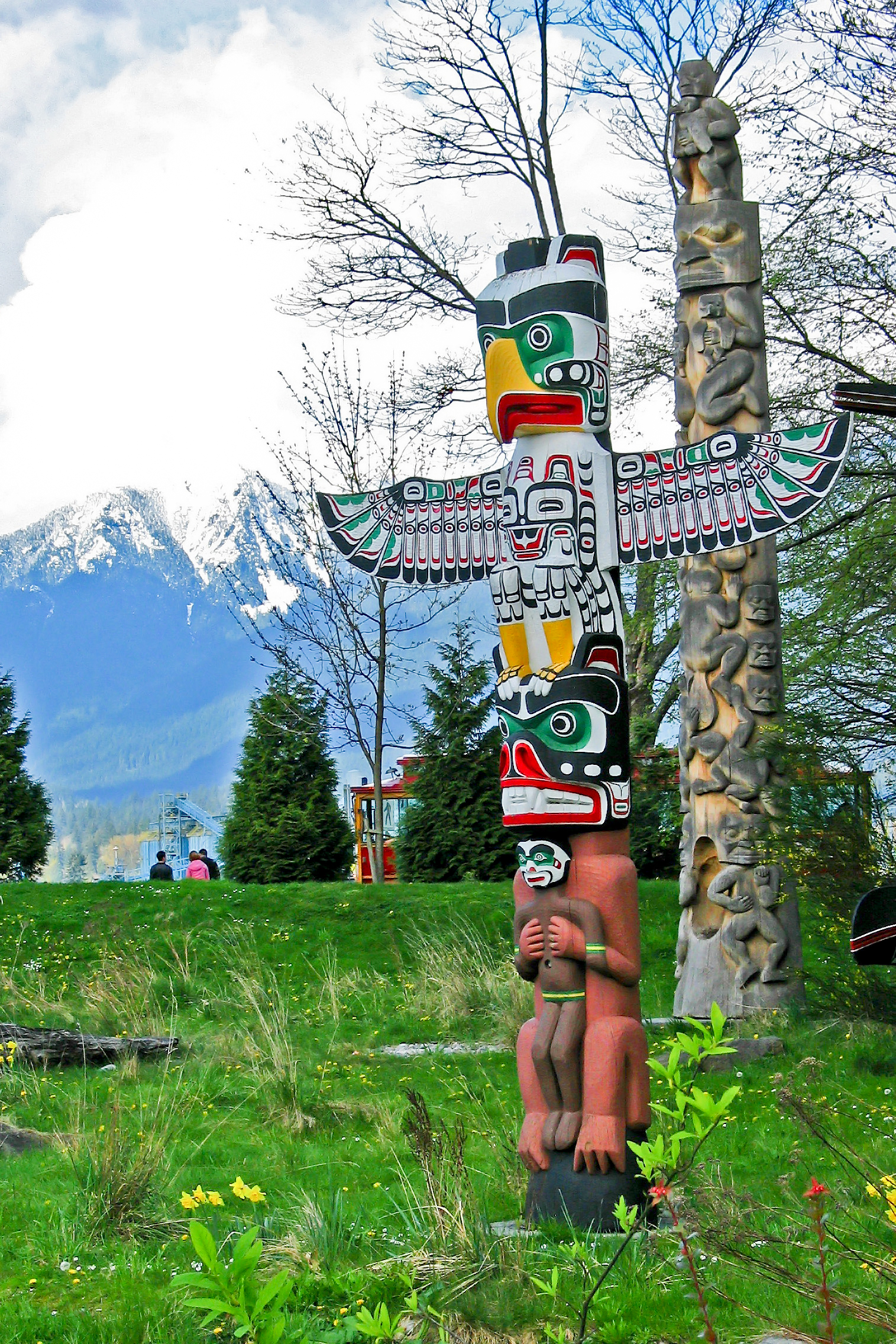
Da Brockton Point, Stanley Park, Vancouver, (Columbia Britannica)
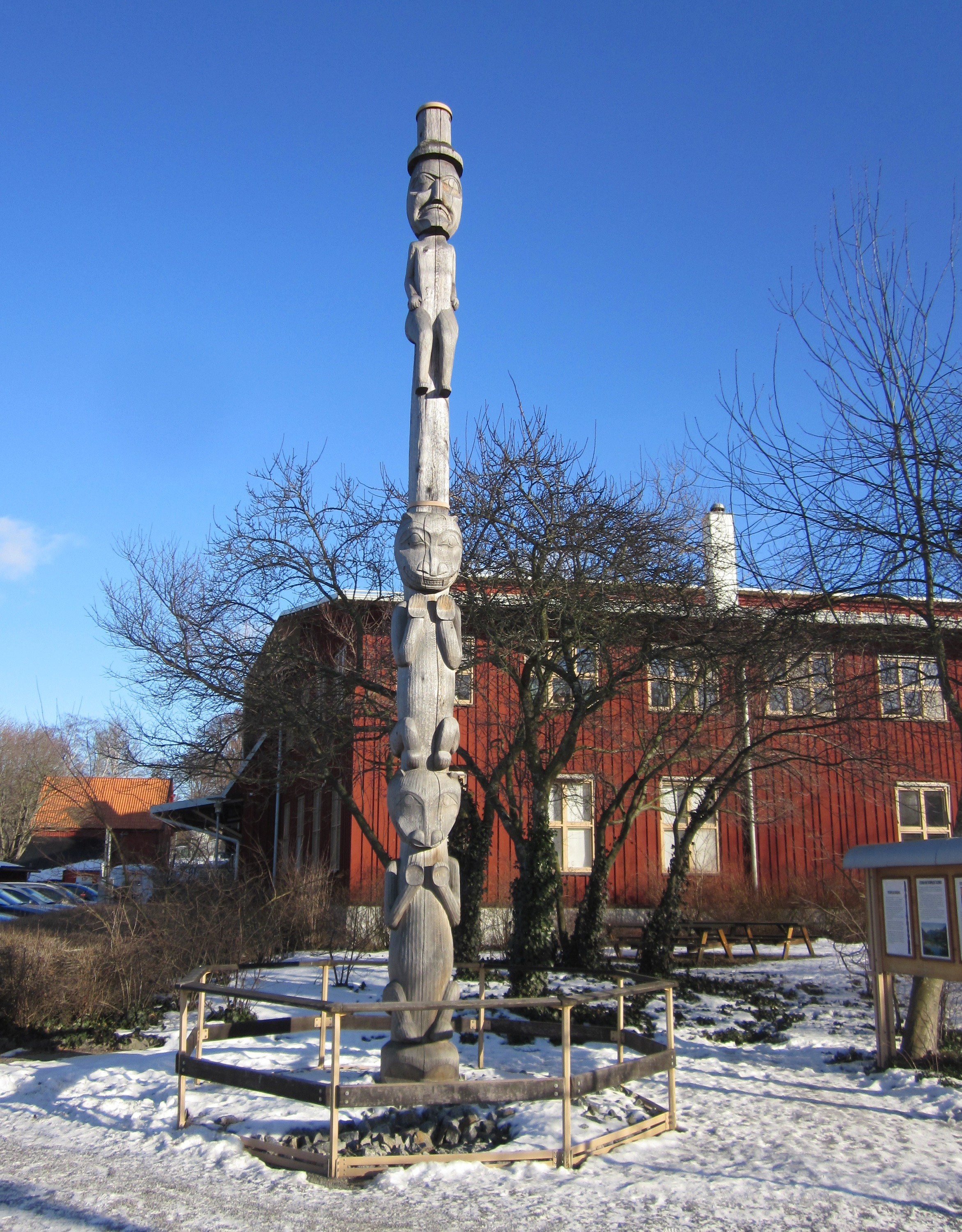
Riproduzione di un palo g'psgolox. Un dono della Prima Nazione haisla al Museum etnografico di Stoccolma (Svezia)
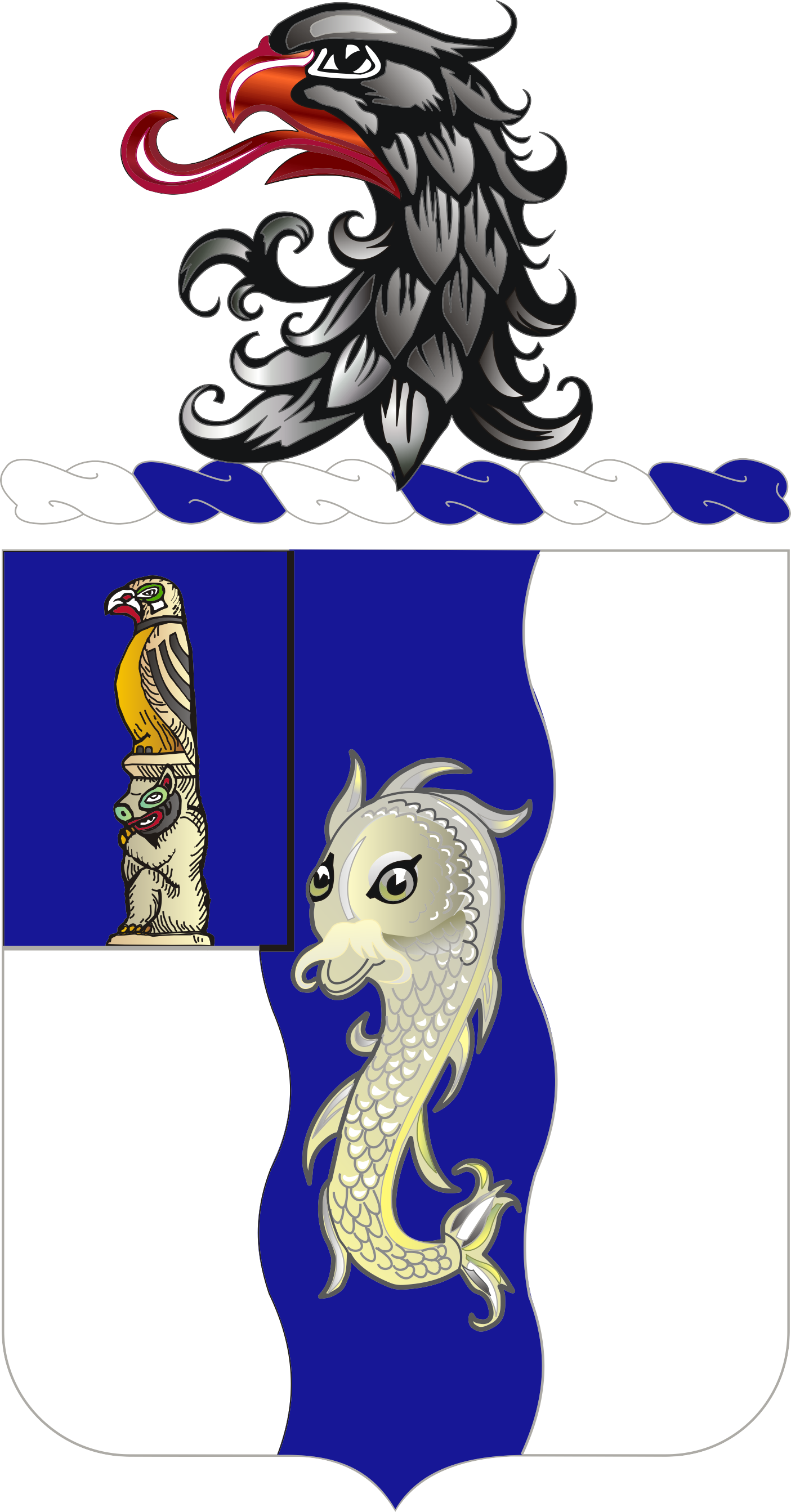
Stemma del 50º Reggimento di Fanteria degli Stati Uniti con una disposizione simile a un palo totemico di un'aquila americana e di un orso russo (simboleggiante il trasferimento di proprietà dell'Alaska dalla Russia agli Stati Uniti)

## Pali totemici notevoli

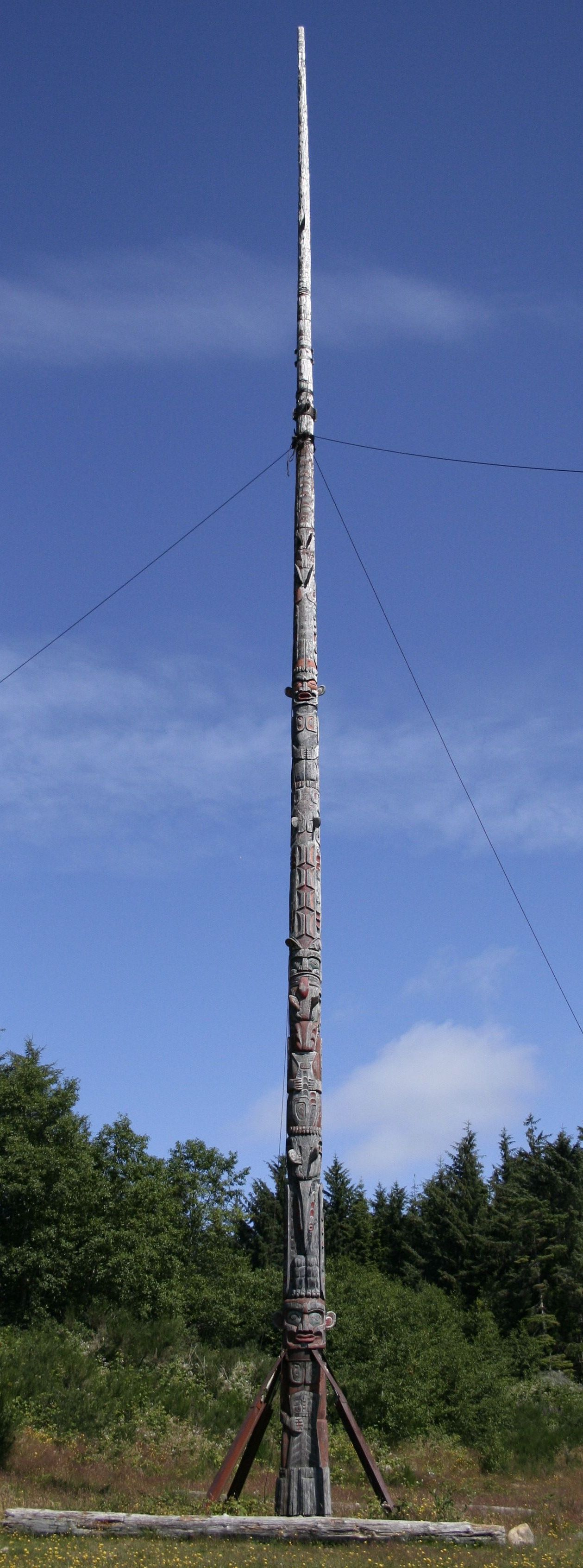
Il palo totemico più alto del mondo, vicino ad Alert Bay.

Il titolo di "palo totemico più alto del mondo" è o è stato in un determinato momento da varie città costiere del Nord-ovest Pacifico del Nord America. Le dispute su quale sia realmente il più alto dipendono da fattori come il numero di tronchi usato nella costruzione o l'affiliazione dello scultore. Le gare per fare il palo più alto rimangono popolari, sebbene stia diventando sempre più difficile procurarsi alberi di altezza sufficiente. Tra i pali più alti sono da citare:
- Alert Bay (Columbia Britannica): 53 m, Kwakwaka'wakw. Questo palo è composto da due o tre pezzi.[71]
- McKinleyville (California): 49 m, scolpito da un unico albero di sequoia da Ernest Pierson e John Nelson.
- Kalama (Washington): 45 m, scolpito da un unico palo da Lelooska.[71]
- Kake (Alaska): 40 m, scultura su un unico tronco,[71] Tlingit
- Victoria (Columbia Britannica) (Beacon Hill Park): 38,9 m, innalzato nel 1956,[71] Kwakwaka'wakw, scolpito da Mungo Martin con Henry Hunt e David Martin.
- Tacoma (Washington) (Fireman's Park): 32 m, scolpito da Nativi dell'Alaska nel 1903.[71]
- Vancouver (Columbia Britannica) (Museo marittimo): 30 m, Kwakwaka'wakw, scolpito da Mungo Martin con Henry Hunt e David Martin.

Il palo più spesso mai scolpito finora è a Duncan (Columbia Britannica). Scolpito da Richard Hunt nel 1988 nello stile kwakwaka'wakw e misurante oltre 1,8 m di diametro, rappresenta l'Uomo Cedro che si trasforma nella sua forma umana.
Collezioni notevoli di pali totemici in mostra si trovano in questi siti:
- Museo statale dell'Alaska, Juneau (Alaska)[72]
- Museo Burke di storia e cultura naturale, Università di Washington, Seattle[73]
- Museo canadese di storia, Hull area of Gatineau (Quebec)
- Gwaii Haanas National Park Reserve and Haida Heritage Site, Haida Gwaii (Columbia Britannica)
- Centro dell'eredità haida, Skidegate (Columbia Britannica)
- 'Ksan, vicino ad Hazelton (Columbia Britannica)
- Museum di antropologia dell'Università della Columbia Britannica, Vancouver (Columbia Britannica)
- Pali araldici nisga'a e haida del Museo reale dell'Ontario, Toronto
- Museo nisga'a, a Laxgalts'ap (Columbia Britannica)
- Museo reale della Columbia Britannica, Victoria (Columbia Britannica)
- Parco dei totem di Saxman, Saxman (Alaska)[74]
- Parco storico nazionale di Sitka, Sitka (Alaska)[75]
- Stanley Park (Brockton Point), Vancouver (Columbia Britannica)
- Parco storico statale dei totem di Bight, Ketchikan (Alaska)
- Parco di Thunderbird, Victoria, (Columbia Britannica)[76]
- Centro per l'eredita dei totem, Ketchikan, (Alaska)[77]

### Ulteriori letture
- Averill, Lloyd J., and Daphne K. Morris (1995) Northwest Coast Native and Native-Style Art: A Guidebook for Western Washington. Seattle: University of Washington Press.
- Brindze, Ruth (1951) The Story of the Totem Pole. New York: Vanguard Press.
- Halpin, Marjorie M. (1981) Totem Poles: An Illustrated Guide. Vancouver, BC: UBC Press.
- Hassett, Dawn, and F. W. M. Drew (1982) Totem Poles of Prince Rupert. Prince Rupert, BC: Museum of Northern British Columbia.
- Hoyt-Goldsmith, Diane (1990) Totem Pole. New York: Holiday House.
- Huteson, Pamela Rae. (2002) Legends in Wood, Stories of the Totems. Tigard, Oregon: Greatland Classic Sales. ISBN 1-886462-51-8
- Macnair, Peter L., Alan L. Hoover, and Kevin Neary (1984) The Legacy: Tradition and Innovation in Northwest Coast Indian Art. Vancouver, BC: Douglas & McIntyre.
- Meuli, Jonathan (2001) Shadow House: Interpretations of Northwest Coast Art. Amsterdam: Harwood Academic Publishers.
- Smyly, John, and Carolyn Smyly (1973) Those Born at Koona: The Totem Poles of the Haida Village Skedans, Queen Charlotte Islands. Saanichton, BC: Hancock House.
- Stewart, Hilary (1979) Looking at Indian Art of the Northwest Coast. Vancouver, BC: Douglas & McIntyre.
- Stewart, Hilary (1993). Looking at Totem Poles. Seattle: University of Washington Press. ISBN 0-295-97259-9.